# آندژی پیچنسکی
آندژی پیچنسکی (لهستانی: Andrzej Pieczyński؛ زادهٔ ۱۷ دسامبر ۱۹۵۶) بازیگر و کارگردان نمایش اهل لهستان است.
از فیلم‌ها یا برنامه‌های تلویزیونی که وی در آن نقش داشته‌است، می‌توان به حلقه و رز، ورای تخت جراحی، یک امر زنانه، با آتش و شمشیر (فیلم)، با آتش و شمشیر (مجموعه تلویزیونی)، قرارداد، زندگی برای زندگی: ماکسیمیلیان کلبه، هوس‌های امپراتور، قانون حقیقی، کلبه جنگلی، پدر متیو، هتل ۵۲، پیانیست، خیلی دور، خیلی نزدیک و افسانه‌ای باستانی: آن هنگام که خورشید ایزد بود اشاره کرد.